# بین نیمه‌شب و سپیده‌دم
بین نیمه‌شب و سپیده‌دم (انگلیسی: Between Midnight and Dawn) فیلمی در ژانر جنایی و نوآر به کارگردانی گوردون داگلاس محصول سال ۱۹۵۰ است. از بازیگران آن می‌توان به مارک استیونز، سیمونا بانیفیس و ادموند اوبرایان اشاره کرد.